# Marcel Laborde
Marcel Laborde, né le 24 novembre 1889 à Ille-sur-Têt et mort le 13 avril 1972 à Perpignan, était le deuxième président de la fédération française de rugby à XIII. Il a été en poste de 1944 à 1947 après avoir été animateur des XIII en Roussillon durant les années 1930 (et pour Perpignan vice-président de l'Union sportive perpignanaise à la fin des années 1920). À noter qu'à cette époque la fédération française de rugby à XIII avait pour nom ligue française de rugby à XIII.
Il hérite d'une situation où, au sortir de la guerre, « les clubs renaissent de leurs cendres, les joueurs réintègrent le giron du XIII ».
On lui attribue l'habilité politique d'avoir incité son successeur, Paul Barrière, à  reprendre les rênes de la Fédération.

## Biographie
Marcel Laborde est avocat de profession.
Il est considéré comme un « un des dirigeants emblématiques du mouvement treiziste ». Avec ce paradoxe d'avoir rejoint le rugby à XV à une époque pour y exercer des responsabilités. 
Finalement, il reviendra au rugby à XIII , aux côtés de Paul Barrière.
Il a la particularité technique de ne pas avoir été élu à son poste, mais d'avoir assuré ses fonctions par intérim de 1945 à 1947.